# 刘元春
刘元春（1972年8月—），四川大竹人，曾任中国人民大学副校长，经济学教授、博士生导师，中华人民共和国“长江学者”特聘教授，国务院特聘专家、国家“百千万人才工程”有突出贡献中青年专家，国家新世纪人才。现任上海财经大学校长。

## 主要经历
- 1989-1999年，中国人民大学经济学院就读，先后获得学士、硕士、博士学位。
- 1999-2005年，中国人民大学经济学院任教，先后破格评为副教授、博士生导师、教授。
- 2005-2010年，担任经济学院副院长，先后主管本科教学、研究生管理。
- 2011-2013年，担任教育部重点研究基地“中国人民大学经济改革与发展研究院”常务副院长（正处级），兼任经济学院副院长。
- 2013-2016年，担任中国人民大学科研处处长，国家高端智库“国家发展与战略研究院”负责人。
- 2016-2022年，担任中国人民大学副校长（2018年4月-2019年3月，兼任经济学院院长，负责学生工作以及经济学院改革）。
- 2022年，担任上海财经大学校长[1]。

## 主要研究领域
- 1）开放宏观经济学，如汇率政策、货币体系、贸易不平衡等问题；
- 2）货币政策与通货膨胀分析；
- 3）中国经济增长。在《中国社会科学》、《经济研究》、《世界经济》、《管理世界》、《人民日报》、《求是》等刊物发表学术论文近300篇，出版专著10本。

## 主要代表性学术论文
- 1、“诺斯与马克思：关于制度的起源和本质的两种解释的比较”《经济研究》2000年第6期；
- 2、“投资选择权约束、意见分歧与中国股市风险” 《经济研究》2002年8期；
- 3、“国有企业宏观效率论”《中国社会科学》2001年第5期；
- 4、“外围国家软件盗版现象的经济学分析”，《世界经济》2003年8期。
- 5、“所有制改革还是产业结构调整”，《中国工业经济》2003年9期
- 6、我国经济增长趋势和政策选择，《高校社会科学》，2013年5期；
- 7、中国出口国内附加值的测算与变化机制，《经济研究》，2013年10期；
- 8、为什么出口会抑制中国企业增加值率?——基于政府行为的考察，《管理世界》，2013年9.
- 9、银行歧视、商业信用与企业发展，《世界经济》，2013年9期
- 10、经济波动的变异与中国宏观经济政策框架的重构[J]. 管理世界,2014,12
- 11、 “全面深化改革必须坚持科学的方法论”，《求是》2017年第十期。
- 12、 杠杆率、经济增长与衰退[J]. 中国社会科学,2018,No.27006:50-70+205；
- 13、杠杆率重估与债务风险再探讨[J]. 金融研究,2018,No.45808:33-50.
- 14、杠杆率的收入分配效应[J]. 中国工业经济,2019(02):42-60.
- 15、杠杆率、短债长用与企业表现[J]. 经济研究,2019,54(07):127-141
- 16、金融监管结构是否影响宏观杠杆率[J]. 世界经济,2019,42(03):47-68

## 主要代表性著作
- 1、《交易费用分析框架的政治经济学批判》，经济科学出版社2001年；
- 2、《开放宏观经济分析框架与中国案例研究》，2005年3月，15；
- 3、《人民币汇率与中国货币政策研究》，2005年12月中国经济出版社
- 4《中国宏观经济预测与分析》（共13本） ，中国人民大学出版社。
- 5、《中国通货膨胀新机制研究》中国人民大学出版社，2011年3月
- 6、《中国新常态宏观经济：机制变异与理论创新》，中国社会科学出版社，2016年
- 7、《 供给侧结构性改革下的中国宏观经济》，中国社会科学出版社，2016年

## 主要学术奖项
- 1、博士论文“动态宏观视野下的交易费用分析框架”于2001年获得“全国优秀博士论文奖”，
- 2、博士论文“动态宏观视野下的交易费用分析框架”于2000年获得“中国人民大学优秀博士论文奖”；
- 3、专著《交易费用分析框架的政治经济学批判》获得“2002年北京市哲学社会科学优秀成果二等奖”；
- 4、《国有企业的“效率悖论“及其深层次的解释》获“第十届（2002年度）孙冶方经济学优秀论文奖”；
- 5、参与杨瑞龙主编的《国有企业治理结构创新的经济学分析》获得“2004年北京市哲学社会科学优秀成果二等奖”
- 6、参与《转型经济条件下的市场秩序研究》获得“北京市哲学社会科学优秀成果一等奖”、“孙冶方经济学优秀著作奖”
- 7、《交易费用分析框架的政治经济学批判》“第三届胡绳青年学术奖”提名奖；
- 8、《国有企业宏观效率论——理论及其验证》获“第8届中国人民大学优秀科研成果论文类优秀奖”；
- 9、指导本科生论文“盗版治理的阶段性选择”获“第8届“挑战杯”全国大学生课外学术科技作品竞赛三等奖；
- 10、2001年获得“中国人民大学优秀班主任”，所指导的班级获得“北京市优秀班级体”称号；
- 11、2004年获得“中国人民大学十大教学标兵”；
- 12、2006年获得“霍英东优秀青年基金奖”。
- 13、《开放宏观经济分析框架与中国案例研究》，2007年获得“吴玉章社会科学优秀奖”。
- 14、2009年获得“首都教育先锋科技创新标兵”
- 15、《中国通货膨胀成因的研究》，2010年获得北京市哲学社会科学优秀成果二等奖。
- 16《中国通货膨胀新机制研究》2012年获得“国家哲学社会科学成果文库”奖。
- 17、2011年入选北京市社科理论人才“百人工程”；
- 18、2012年获得国家“三个一百”图书奖；
- 19、2013年被评为教育部“长江特聘教授”；
- 20、2013年获得教育部第六届高等学校科学研究优秀成果奖。
- 21、2014年被授予“国家百千万人才工程有突出贡献中青年专家”；
- 22、2016年被聘为“国务院特殊津贴专家”。
- 23、2018年获得张培刚发展经济学优秀成果奖（与张杰、陈志远）
- 24、“首都减量发展的新时代创新价值”2019年获得北京市十五届哲学社会科学优秀成果奖。

## 主要资政活动
近13年来，主要负责"中国宏观经济预测与分析"项目。该项目获得习近平、李克强、胡锦涛、温家宝等国家领导人、全国人大财经委员会、政协经济委员会以及相关政府职能部门高度评价，常规性出席国家经济形势专家座谈会（其中包括4次总理经济专家座谈会）。